# Lalisa Manobal
Lalisa Manoban MBE (thai: ลลิษา มโนบาล RTGS: Manoban Hangul: 라리사 마노반) född Pranpriya Manobal (thai: ปราณปรียา มโนบาล) den 27 mars 1997 i Buriram, är en thailändsk rappare, sångare och dansare. Hon går under artistnamnet Lisa och är den yngsta medlemmen i den koreanska gruppen Blackpink.
Hon bytte namn från Pranpriya till Lalisa, som betyder "den hyllade", efter ett råd från en spåkvinna.

## Karriär

### 1997–2015: Före Blackpinks debut
Lalisa Manobal började i tidig ålder att träna dans. I sitt hemland Thailand var hon medlem i ett dansteam och talade tidigt om sin passion för dans och K-pop. Hon har angett att grupperna 2NE1 och BIG BANG har varit en inspiration för henne, och att hon skulle vilja gå en liknande väg. År 2010 gjorde hon audition för YG Entertainment, hennes nuvarande skivbolag, och är där den första utländska K-pop-artisten. Av 4 000 sökande var Lalisa den enda som var kvalificerad för bolaget. År 2011 blev Lisa en officiell praktikant, så kallad 'trainee'.
Redan innan Lisa blev artist medverkade hon som bakgrundsdansare till Taeyangs musikvideo "Ringa Linga". Ett år före debuten började hon för första gången stå modell för Nona9on.

### 2016–nutid: Karriär med Blackpink och solodebut
I augusti år 2016 debuterade hon i gruppen BLACKPINK tillsammans med Jisoo, Rosé, och Jennie, en debut som var en av de mest framgångsrika inom K-popen. Under deras karriär har de utgivit två album och två EP:s. De har även utgivit singlar tillsammans med Dua Lipa, Lady Gaga, Selena Gomez och Cardi B.
Lisa debuterade solo i september 2021 med sin singel "LALISA". Den innehåller två låtar: "Lalisa" och "Money". Albumet sålde över 736 000 exemplar under utgivningsveckan i Sydkorea, vilket gjorde henne till den första kvinnliga artisten att göra det. Musikvideon för "Lalisa" blev den mest visade de första 24 timmarna för en solo artist på Youtube. Videon fick 73,6 miljoner visningar på 24 timmar. Den artist som tidigare höll rekordet var Taylor Swift feat. Brendon Urie med låten "Me!". I september 2021 släppte hon låten "SG" tillsammans med DJ Snake, Ozuna och Megan Thee Stallion.